# Богетићи
Богетићи је насеље у општини Никшић у Црној Гори. Према попису из 2003. било је 72 становника (према попису из 1991. било је 69 становника).

## Демографија
У насељу Богетићи живи 53 пунолетна становника, а просечна старост становништва износи 34,6 година (36,1 код мушкараца и 32,8 код жена). У насељу има 18 домаћинстава, а просечан број чланова по домаћинству је 4,00.
Ово насеље је великим делом насељено Црногорцима (према попису из 2003. године).
Новине из Никшића, Оногошт, у свом првом броју, 1899. г. доноси чланак из Богетића, где се види да је становништво имало српску националну свест.
|  |

| Демографија | Демографија | Демографија |
| Година      | Становника  | Становника  |
| ----------- | ----------- | ----------- |
|             |             |             |
|             |             |             |
|             |             |             |
|             |             |             |
| 1948.       | 90          |             |
| 1953.       | 64          |             |
| 1961.       | 68          |             |
| 1971.       | 78          |             |
| 1981.       | 71          |             |
| 1991.       | 69          | 69          |
| 2003.       | 72          | 72          |
|             |             |             |

| Етнички састав према попису из 2003.‍ | Етнички састав према попису из 2003.‍ | Етнички састав према попису из 2003.‍ | Етнички састав према попису из 2003.‍ | Етнички састав према попису из 2003.‍ |
| ------------------------------------ | ------------------------------------ | ------------------------------------ | ------------------------------------ | ------------------------------------ |
|                                      |                                      |                                      |                                      |                                      |
| Црногорци                            | Црногорци                            |                                      | 69                                   | 95,83%                               |
| Срби                                 | Срби                                 |                                      | 3                                    | 4,16%                                |
| непознато                            | непознато                            |                                      | 0                                    | 0,0%                                 |

| Година пописа     | 1948. | 1953. | 1961. | 1971. | 1981. | 1991. | 2003. |
| ----------------- | ----- | ----- | ----- | ----- | ----- | ----- | ----- |
| Број домаћинстава | 20    | 19    | 18    | 22    | 16    | 18    | 18    |

| Број чланова      | 1  | 2 | 3 | 4 | 5 | 6 | 7 | 8 | 9 | 10 и више | Просек |
| ----------------- | -- | - | - | - | - | - | - | - | - | --------- | ------ |
| Број домаћинстава | 18 | 0 | 4 | 2 | 6 | 3 | 2 | 1 | 0 | 0         | 0      |

| Пол    | Укупно | Неожењен/Неудата | Ожењен/Удата | Удовац/Удовица | Разведен/Разведена | Непознато |
| ------ | ------ | ---------------- | ------------ | -------------- | ------------------ | --------- |
| Мушки  | 31     | 11               | 19           | 0              | 0                  | 1         |
| Женски | 24     | 4                | 18           | 1              | 0                  | 1         |
| УКУПНО | 55     | 15               | 37           | 1              | 0                  | 2         |

| Пол    | Укупно                    | Пољопривреда, лов и шумарство | Рибарство                            | Вађење руде и камена | Прерађивачка индустрија       |
| ------ | ------------------------- | ----------------------------- | ------------------------------------ | -------------------- | ----------------------------- |
| Мушки  | 15                        | 0                             | 0                                    | 0                    | 1                             |
| Женски | 8                         | 0                             | 0                                    | 0                    | 0                             |
| УКУПНО | 23                        | 0                             | 0                                    | 0                    | 1                             |
| Пол    | Производња и снабдевање   | Грађевинарство                | Трговина                             | Хотели и ресторани   | Саобраћај, складиштење и везе |
| Мушки  | 6                         | 0                             | 1                                    | 1                    | 5                             |
| Женски | 1                         | 0                             | 5                                    | 1                    | 1                             |
| УКУПНО | 7                         | 0                             | 6                                    | 2                    | 6                             |
| Пол    | Финансијско посредовање   | Некретнине                    | Државна управа и одбрана             | Образовање           | Здравствени и социјални рад   |
| Мушки  | 0                         | 1                             | 0                                    | 0                    | 0                             |
| Женски | 0                         | 0                             | 0                                    | 0                    | 0                             |
| УКУПНО | 0                         | 1                             | 0                                    | 0                    | 0                             |
| Пол    | Остале услужне активности | Приватна домаћинства          | Екстериторијалне организације и тела | Непознато            | Непознато                     |
| Мушки  | 0                         | 0                             | 0                                    | 0                    | 0                             |
| Женски | 0                         | 0                             | 0                                    | 0                    | 0                             |
| УКУПНО | 0                         | 0                             | 0                                    | 0                    | 0                             |